# Kristoffer Halvorsen
Kristoffer Halvorsen, né le 13 avril 1996 à Kristiansand, est un coureur cycliste norvégien.

## Biographie

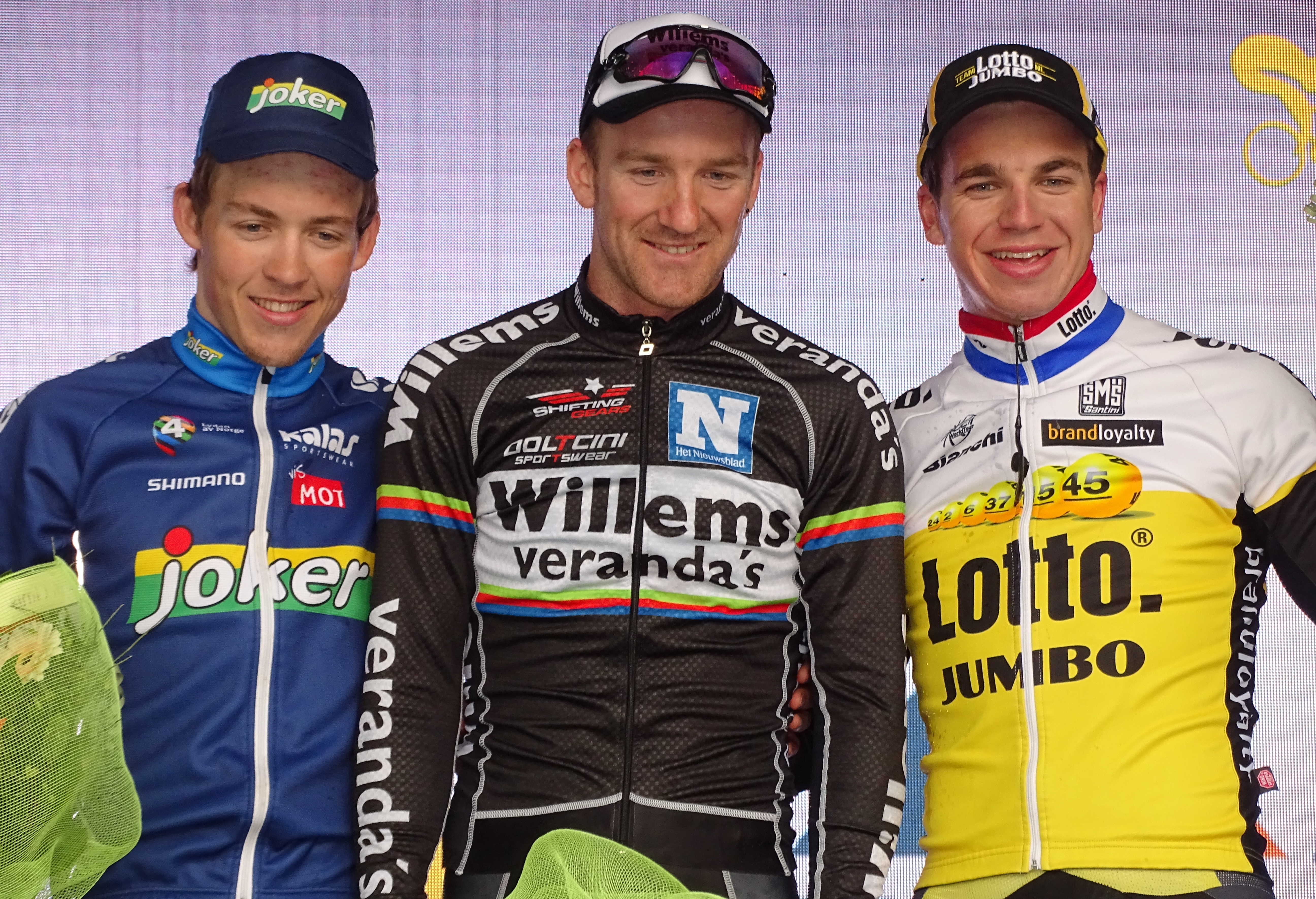
Podium de l'édition 2016 de la Nokere Koerse : Kristoffer Halvorsen (2e), Timothy Dupont (1er) et Dylan Groenewegen (3e).

Kristoffer Halvorsen naît le 13 avril 1996 à Kristiansand en Norvège.
En 2013, il remporte la 3e étape du Tour d'Istrie et la 1re étape du Trofeo Karlsberg.
Il entre en 2016 dans l'équipe Joker, qui devient Joker Byggtorget le 25 avril. Le 16 mars, il termine deuxième de la Nokere Koerse puis, le 27 mars, neuvième de Gand-Wevelgem espoirs. En juin, il termine 2e du championnat de Norvège sur route espoirs et 3e du championnat de Norvège sur route élites et remporte la 3e étape du Tour de l'Avenir sous les couleurs de son pays le 22 août, puis mi-septembre, le Grand Prix d'Isbergues. Le 14 octobre, il remporte le championnat du monde sur route espoirs devant l'Allemand Pascal Ackermann et l'Italien Jakub Mareczko.
En mars 2017, il remporte le Handzame Classic. Il s’adjuge ensuite la troisième étape du Tour de l'Avenir puis termine le championnat d'Europe sur route espoirs à la cinquième place. En août, il est contacté par l'équipe britannique Sky qu'il rejoint.
Fin juillet 2019, il est sélectionné pour représenter son pays aux championnats d'Europe de cyclisme sur route. Il s'adjuge à cette occasion la trente-sixième place de la course en ligne.
Le 18 septembre 2019, l'équipe américaine EF annonce son arrivée pour la saison 2020 et son ambition de créer un pôle sprint autour du talent norvégien, Jonathan Vaughters voyant en lui un possible vainqueur de Milan-San Remo. Il débute sous ses nouvelles couleurs lors du Tour Down Under, 6e de la première étape. Il connaît différentes places sur des courses d'un jour, 11e de la Race Torquay, 15e de la Cadel Evans Great Ocean Road Race et 11e de Kuurne-Bruxelles-Kuurne avant que la saison ne soit suspendue à cause de la pandémie de Covid-19. Il perd toute motivation durant cette période et ne dispute aucune course lors de la reprise des compétitions. 
Il s'engage auprès d'une ProTeam pour les saisons 2021 et 2022, rejoignant les rangs de l'équipe norvégienne Uno-X Pro Cycling Team. En septembre 2021, son contrat est prolongé jusqu'en fin d'année 2023, année à l'issue de laquelle il met un terme à sa carrière professionnelle. 

## Palmarès

### Par années
- 2013
  -  Champion de Norvège du critérium juniors
  - 3e étape du Tour d'Istrie
  - 1re étape du Tour de Himmelfart juniors
  - 1re étape du Trofeo Karlsberg
  - Arctic Heroes of Tomorrow Race
- 2016
  -  Champion du monde sur route espoirs
  -  Champion de Norvège du critérium
  - 1re étape du ZLM Tour (contre-la-montre par équipes)
  - 3e étape du Tour de l'Avenir
  - Grand Prix d'Isbergues
  - 3eb et 4e étapes de l'Olympia's Tour
  - 2e de la Nokere Koerse
  - 2e du championnat de Norvège sur route espoirs
  - 3e du championnat de Norvège sur route
- 2017
  -  Champion de Norvège du critérium
  - Handzame Classic
  - 3e étape du Tour de l'Avenir
  - 5e du championnat d'Europe sur route espoirs
- 2018
  - 2e de la Handzame Classic
- 2019
  - 5e étape du Herald Sun Tour
  - 6e étape du Tour de Norvège
  - 2e de la Bredene Koksijde Classic
  - 2e du Tour de Norvège
  - 6e des Trois Jours de Bruges-La Panne
- 2021
  - 3e étape du Tour de Slovaquie
  - 3e des Boucles de la Mayenne
- 2023
  - 3e du Grand Prix Criquielion

### Classements mondiaux
| Année                                 | 2016 | 2017 | 2018 | 2019 | 2020 | 2021 | 2022 | 2023 |
| ------------------------------------- | ---- | ---- | ---- | ---- | ---- | ---- | ---- | ---- |
| Classement mondial                    | 106e | 318e | 472e | 152e | 557e | 196e | nc   | 563e |
| UCI Europe Tour                       | 55e  | 145e | 270e | 125e | 454e | 166e | nc   | nc   |
| UCI Asia Tour                         | 27e  | nc   | nc   |      |      |      |      |      |
|                                       |      |      |      |      |      |      |      |      |
| Légende : nc = non classéSource : UCI |      |      |      |      |      |      |      |      |